# Anarchisme en Corée

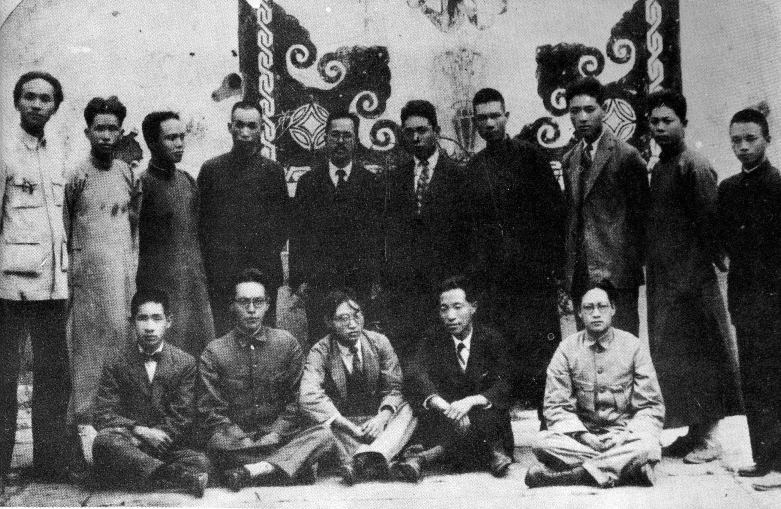
Fédération anarchiste coréenne en 1928.

L'anarchisme coréen prend naissance dans le cadre de la lutte contre l’impérialisme japonais au début du XXe siècle.
Durant trois ans, les Coréens font l'expérience en Mandchourie d'une société sans classe, autonome, et sans État. Ils administrent une superficie équivalente à un tiers de la France. La Commune de Shinmin (1929- 1932) a fait l'objet d'une faible documentation.
Après la fin de la guerre de Corée, le mouvement subi la répression des différents régimes installés des deux côtés du 38e parallèle,.

## Contexte
En octobre 1895, la reine Min est assassinée. L'ambition japonaise de tenir la Corée à sa merci éclate au grand jour. En réaction, des guérillas surgissent. Appelées « Armées vertueuses », et sans commandement unifié, elles n'ont ni stratégie, ni formation militaire. Elles connaîtront leur apogée dans les années 1907 - 1908.
En 1905, la Corée est placée sous protectorat japonais. Des milliers de coréens rejoignent le maquis. La guérilla mène d'incessante opérations de sabotage.
En 1910, la Corée est annexée, sous le regard indifférent de la communauté internationale. On assiste alors au pillage des ressources économiques, à la destruction de la culture coréenne, à l'expropriation des paysans. Les terres aux mains des japonais passent de 8 à 53 % entre 1910 et 1932. Tout le riz est réquisitionné, la Corée tombe dans la disette.
Face à cela, les plus pauvres fuient dans les montagnes - surtout au nord. Ils y vivent de la chasse et de la culture sur brûlis. Ils seront le terreau du communisme coréen. Environ 2 millions de paysans, dépossédés de leurs terres, s'exilent vers la Sibérie et la Mandchourie. Ils seront rejoints par une seconde vague de militants, fuyant la péninsule à la suite du mouvement du 1er mars. Dès lors, les idées anarchistes et communistes embrasent le mouvement social.

## Naissance

### Premiers contacts
L'anarchisme a déjà été introduit chez des étudiants coréens expatriés en Chine ou au Japon. En dehors de leurs relations avec des anarchistes locaux, certains découvrent des écrits qu'ils lisent en chinois, en japonais ou même dans leur langue originale. Ceux qui en reviennent, principalement du Japon, vont jouer un rôle majeur dans l'implantation anarchiste en Corée.
Dès les années 1890, l'archipel, et surtout Tokyo, faisaient figure de progrès et de modernité. On pouvait se tenir au courant des mouvements politiques et des dernières actualités mondiales, ce qui attirait beaucoup de jeunes militants asiatiques - dont des Coréens. Les anarchistes japonais, comme Ōsugi Sakae, ont fortement inspirés et soutenus les anarchistes coréens. De plus, la révolution russe de 1917 avait marquée les esprits, favorisant la prolifération des idées révolutionnaires.
Mais ce n'est qu'après le soulèvement indépendantiste de mars 1919 que l'anarchisme s'impose comme force politique majeure en Corée. Alors que nombre de paysans dépossédés de leurs terres s'étaient réfugiés en Mandchourie, ils furent bientôt rejoints par une vague de contestataires fuyant l'occupation coloniale.
De plus, des conflits internes au sein du gouvernement provisoire et parmi les militants pour l'indépendance en Chine ont nourri une aura antipolitique parmi de nombreux Coréens en Chine, et l'anarchisme suscita en eux de plus en plus d'intérêt.

### Débuts des années 20 en Chine et au Japon
La situation révolutionnaire chinoise est alors favorable à l'essor de l'anarchisme coréen en exil. Des groupes se constituent et des militants coréens s'associent avec leurs semblables japonais et chinois. En 1921 paraît le premier journal sino-coréen La Lumière dont la ligne politique est libertaire. La même année, le groupe anarchiste coréen Heukdo hoe est fondé avec des anarchistes japonais. Ils tiendront un journal, Vague noire, dont le rédacteur en chef sera le coréen Pak Yeol . Les anarchistes coréens tiennent aussi un autre journal intitulé Reconquête (Thalhouan ).
En 1923, Sin Chae-ho publie le Manifeste de la révolution coréenne. Les dirigeants japonais, qui voient d'un mauvais œil les anarchistes et les Coréens, accusent le groupe Heukdo hoe de complot contre le prince héritier Hirohito. Yi Jeonggyu, Jeong Hwaam et Chen Weiguang s'efforcent sans succès d'instaurer un village autonome dans la région de Hunan. L'expérience de Quanzhou par ces mêmes activistes poursuit la même logique, avec en 1926 la volonté d'entraîner la jeunesse des villages à défendre leurs communautés face aux bandes de pillards et aux staliniens.
ShangaÏ est la plaque tournante des anarchistes d'Extrême-Orient - où s'installe le Gouvernement coréen en exil en 1919. La ville voit fleurir des organisations transnationales, telles que la Fédération anarchiste d'Asie de l'Est en 1922 - crée sous l'élan du japonais Iwasa Sakutarô et des Coréens Yi Jeonggyu et Yu Seo. Loin de se réduire à des rencontres occasionnelles, ces activistes sont unis dans une seule et même aspiration. Ils considèrent que l'impérialisme japonais est la menace principale dans la région, et la libération des colonies, une priorité. Leurs nombreux déplacements d'une région à l'autre facilitent la concordance de leurs points de vue.
Les anarchistes coréens font alliance avec toutes les forces anticolonialistes. Ce qui ne les empêche pas de critiquer le camp nationaliste et le Gouvernement provisoire. Certains s’inquiètent de mouvements ayant pour unique but l'indépendance nationale.

## Commune de Shinmin
En 1929, les anarchistes instaurent une commune révolutionnaire en Mandchourie. Appelée Association du peuple coréen en Mandchourie, elle rassemble 2 millions de paysans et de guérilleros pour contrer l'invasion japonaise et combattre les bandits locaux. La planification et l'entraide tentent de répondre aux besoins d'une population survivant dans un pays très rude.

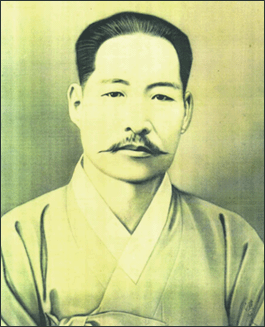
Kim Jwa-jin.

Mais la commune est menacée. La disparition des deux meneurs Kim Jwa-jin et Kim Jong-jin, l'un tué par les Japonais et l'autre disparu, porte un coup fatal au projet. Cependant, la chute de Shinmin est due à l'offensive impériale japonaise. Face à celle-ci, les Coréens ne peuvent résister de front, et l'expérience s'achève en 1932.

## Analyse
De nombreux groupes et individus ont débattu sur ce qu'était l'anarchisme coréen et sa différence face à ce qu'ils considéraient comme l'idéal anarchiste. En particulier sur de supposées tendances nationalistes et racistes présentes au sein des groupes. Des critiques se sont élevées, notamment de Hwang Dongyoun et Henry Em, selon lesquels de nombreux anarchiste occidentaux essaient de romancer ce qu'était le mouvement anarchiste coréen.
Sans aucun doute, le but du mouvement indépendantiste coréen était d'arracher l'indépendance. Cependant, il s'est éloigné petit à petit d'un simple mouvement d'indépendance nationale, allant au-delà de la question d'indépendance et progressant ensuite vers la réalisation d'idéaux anarchistes, plus universels.
L'anarchisme coréen est né d'un contexte colonial mais son but ultime était la révolution sociale basée sur des principes anarchistes - considérés comme menant naturellement à la libération coréenne, et puis par la suite de toute personne exploitée et opprimée de par le monde.
Comme leurs compagnons chinois, les anarchistes coréens ont donc donné la priorité à la révolution sociale, plutôt qu'à une indépendance (ou faute de mieux à une réforme sous condition coloniale) avec tous les problèmes sociaux et politiques sans réponses et sans solutions.

## Cinéma

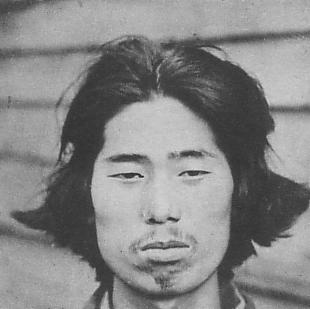
Pak Yeol.

Anarchist from Colony, sorti en 2017, retrace la vie de Pak Yeol de 1923 à 1926 lors du tremblement de terre de Kantō.